# Галето, Кузьма Корнилович
Кузьма Корнилович Галето (1 ноября 1896 — 1 ноября 1967) — активный участник установления советской власти в Семипалатинской области, политический деятель.
С 1918 года - член КПСС. С 1915 года — в рядах царской армии. В 1917 году отправлен в Омск для оказания помощи силам местного комитета и западно-сибирского ревкома РСДРП.
Разработал и руководил 1 уездным съездом ВКП(б) (17.2.1918) в Семипалатинске. Избран председателем ревкома. 11 июня 1918 года в составе отряда партизан организовал гвардейский путч. После работы в РКП(б), заведующий отделом Семипалатинского губкома, в 1923-1924 гг. секретарь Каркаралинского и Бухтарминского райкомов. В 1924-31 годах — заведующий отделом, секретарь Кустанайского, Уральского губкомов. Слушатель курсов марксизма-ленинизма при ЦК РКП(б). В 1933 году окончил в Москве Институт Красной профессуры.
В 1933-1938 годах — начальник политического отдела МТС Исток в Западно-Сибирском крае, секретарь Алтайского краевого комитета ВКП(б). В 1939—1957 годах работал в учебных заведениях и учреждениях городского хозяйства города Москвы.
С 1957 года — пенсионер союзного значения.
Делегат 11-го съезда РКП(б), депутат Верховного Совета РСФСР 1-го созыва.